# Фольшвиллер
Фольшвиллер (фр. Folschviller) — коммуна во французском департаменте Мозель региона Лотарингия. Относится к кантону Сент-Авольд-1. 

## География
Фольшвиллер расположен в 320 км к востоку от Парижа и в 38 км к востоку от Меца. По территории коммуны протекает Нид-германский.

## История
- Небольшой хутор Ален был опустошён в ходе Тридцатилетней войны. Его выжившие обитатели спасались в Фюрсте. После войны сеньор Фюрста предоставил им землю для поселения, которое и стало Фольшвеллером и со временем выросло до города.
- Фольшвиллер принадлежал к провинции Лотарингия и относился к бенедиктинскому аббатству Сент-Авольда, а также к области Три епископства сеньората Креанж.
- Расположение коммуны близ границы с Германией постоянно приводило к её разрушениям во время войн, включая Первую и Вторую мировые войны.
- В 1900—1908 годах здесь обнаружили залежи угля и здесь стали открываться многочисленные угольные шахты. В 1968 году было добыто 956 000 тонн угля. Однако, со временем уголь становился всё менее доступен, шахты стали постепенно закрываться и к 1979 году угледобывающая промышленность в Фольшвиллере прекратила своё существование.

## Демография
По переписи 2011 года в коммуне проживало 4 190 человек.

## Достопримечательности
- Замок де Фюрст (XVII век).
- Историческая башня угольной штольни в Сите-Фюрст.
- Колледж Александра Дрё.
- Церковь Нотр-Дам-де-ла-Нативите (1833).